# João Cavalcanti Maurício Wanderley

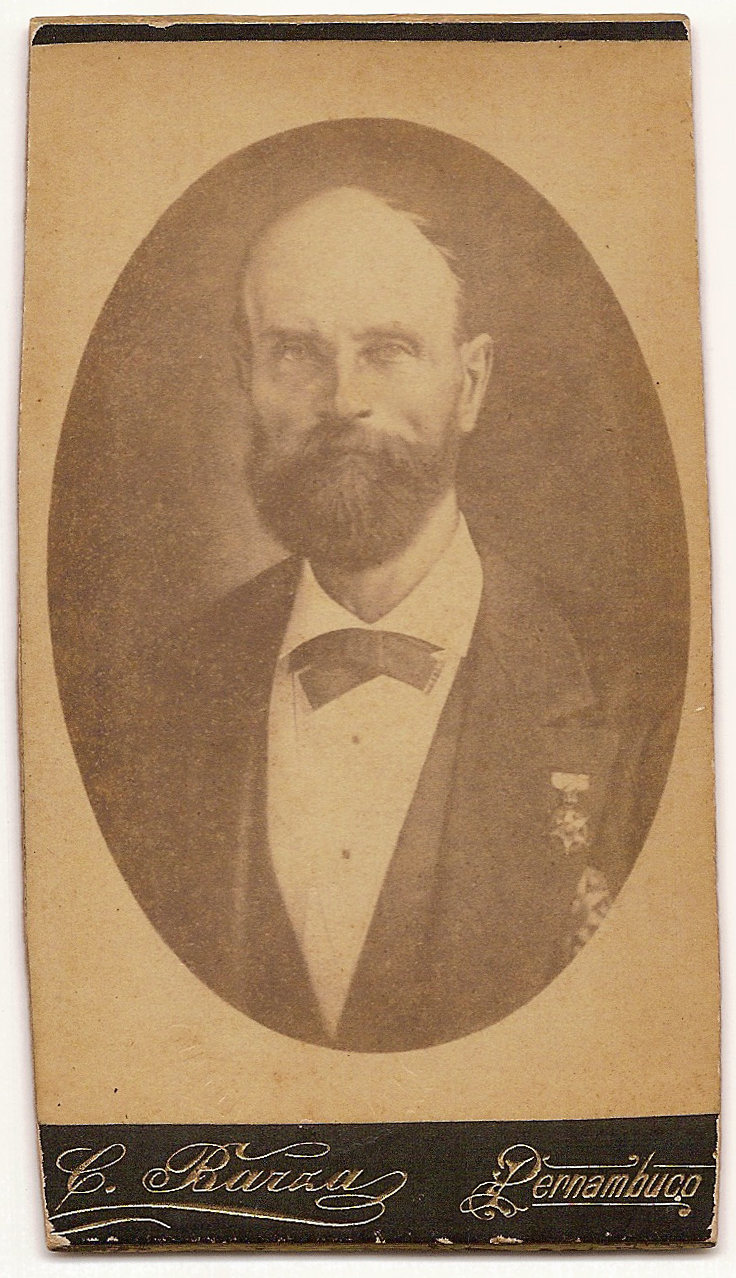
João Cavalcanti Mauricio Wanderley, Barão de Tracunhaém

João Cavalcanti Maurício Wanderley, primeiro e único Barão de Tracunhaém (Nazaré, 23 de junho de 1819 — Nazaré, 9 de junho de 1891) foi um nobre brasileiro.

## Biografia
João Cavalcanti Maurício Wanderley nasceu no dia 23 de junho de 1819 em Nazaré, na Capitania de Pernambuco, filho de Manuel Cavalcanti de Albuquerque Wanderley e Rita de Cássia Marinho Falcão. Casou-se em primeiras núpcias com Paula da Silveira, filha de Ana Rita da Silveira Cavalcanti e de Manuel Felisberto Marinho Falcão, nascida em 2 de março de 1837 e falecida em 3 de março de 1856. Casou-se novamente com outra prima, Ana Francisca de Paula de Amorim Salgado, filha de Francisca de Paula Wanderley e do comendador Paulo de Amorim Salgado, falecida em 31 de janeiro de 1866. Deixou descendência de ambos matrimônios.
Ocupou todos os postos da Guarda Nacional, de alferes a comandante superior, tendo sido condecorado como cavaleiro da Imperial Ordem da Rosa e o hábito da Imperial Ordem de Cristo. Também exerceu todos os cargos de eleição popular e de nomeação do governo, sendo, por mais de uma vez, presidente da Câmara Municipal.
Em 1848, durante o episódio conhecido como Revolta do Quebra-Quilos, permaneceu ao lado das forças governistas, prestando serviços que lhe valeram o título de barão, com o que foi agraciado em 22 de fevereiro de 1873, no ministério do Visconde do Rio Branco.
Com o advento do regime republicano, foi posto compulsoriamente no quadro da reserva da Guarda Nacional.
Faleceu aos 71 anos de idade no Engenho Cavalcante, de sua propriedade, em Nazaré da Mata. Seu corpo foi sepultado na capela do Engenho Goitá, no mesmo município.